# Shadows and Light (Wilson Phillips)
Shadows and Light è il secondo album in studio del trio musicale femminile statunitense Wilson Phillips, pubblicato nel 1992.

## Tracce
1. I Hear You (Prelude) – 0:53
2. It's Only Life – 5:24
3. You Won't See Me Cry – 3:53
4. Give It Up – 4:51
5. This Doesn't Have to Be Love – 4:40
6. Where Are You? – 5:24
7. Flesh and Blood – 5:35
8. Don't Take Me Down – 4:43
9. All the Way from New York – 3:37
10. Fueled for Houston – 4:15
11. Goodbye Carmen – 5:17
12. Alone – 5:17
13. I Hear You (Reprise) – 2:06

## Formazione
- Carnie Wilson
- Wendy Wilson
- Chynna Phillips